# Yanlou (köping i Kina, Shandong)
Yanlou (kinesiska: 阎楼镇, 阎楼) är en köping i Kina. Den ligger i provinsen Shandong, i den östra delen av landet, omkring 120 kilometer sydväst om provinshuvudstaden Jinan. Antalet invånare är 49285. Befolkningen består av 24 196 kvinnor och 25 089 män. Barn under 15 år utgör 15,0 %, vuxna 15-64 år 74 %, och äldre över 65 år 9,0 %.
Genomsnittlig årsnederbörd är 671 millimeter. Den regnigaste månaden är juli, med i genomsnitt 215 mm nederbörd, och den torraste är januari, med 4 mm nederbörd.